# Curtis Yarvin
Curtis Guy Yarvin (25 de junio de 1973)  también conocido por el seudónimo Mencius Moldbug, es un bloguero estadounidense de extrema derecha. Yarvin y sus ideas se asocian a menudo con la alt-right. De 2007 a 2014, fue autor de un blog llamado «Unqualified Reservations» (Reservas no cualificadas en español), en el que sostenía que la democracia estadounidense es un experimento fallido y que debería ser sustituida por una monarquía o un gobierno corporativo. Es conocido, junto con su colega neorreaccionario Nick Land, por desarrollar las ideas antiigualitarias de la ilustración oscura. 
Yarvin está vinculado al sitio web Breitbart News, al ex estratega jefe de la Casa Blanca, Steve Bannon, y al inversor multimillonario Peter Thiel. Sus ideas han sido especialmente influyentes entre la derecha radical y los paleoliberales, y los discursos públicos de destacados inversores como Thiel se han hecho eco del proyecto de Yarvin de separarse de EE. UU. para establecer dictaduras de CEO de empresas tecnológicas. El periodista Mike Wendling ha calificado a Yarvin de «instructor de filosofía favorito de la alt-right»; Bannon, en particular, ha leído y admirado su obra.
En 2002, Yarvin fundó la plataforma informática Urbit. En 2019, renunció a Tlon, la empresa que cofundó para gestionar y desarrollar Urbit.

## Controversia
Las opiniones de Yarvin han sido descritas como racistas, con sus escritos interpretados como en defensa de la esclavitud, incluyendo la creencia de que los blancos tienen un CI más alto que los negros por razones genéticas. Yarvin mismo mantiene que él no es un racista porque, mientras él duda de que «todas las razas sean igualmente inteligentes», la noción «que la gente que alcanza puntajes más altos en tests de CI son en un sentido seres humanos superiores» es «tenebrosa». El autor también discute que él concuerde con la institución de la esclavitud, pero ha argumentado que algunas razas están mejor adecuadas para la esclavitud que otras.
En 2015, la invitación de Yarvin para que hable sobre Urbit en la conferencia de programación Strange Loop fue anulada tras las quejas de otros asistentes. En 2016, otra invitación a la conferencia de programación funcional LambdaCof resultó en el retiro de cinco conferencistas, dos subconferencias y varios auspiciantes.